# 羅塞斯
羅塞斯（"headland of Fife"） 是位于英国苏格兰法夫郡丹弗姆林福斯湾的一个小镇，距离丹弗姆林的中心4.8公里。 截止2022年，小镇常住人口为13,570人。